# شاخه‌های سبز
شاخه‌های سبز نام یک کتاب ادبی است که توسط ویلیام فالکنر، نویسندهٔ اهل ایالات متحده آمریکا نوشته شده‌است.